# Головлі

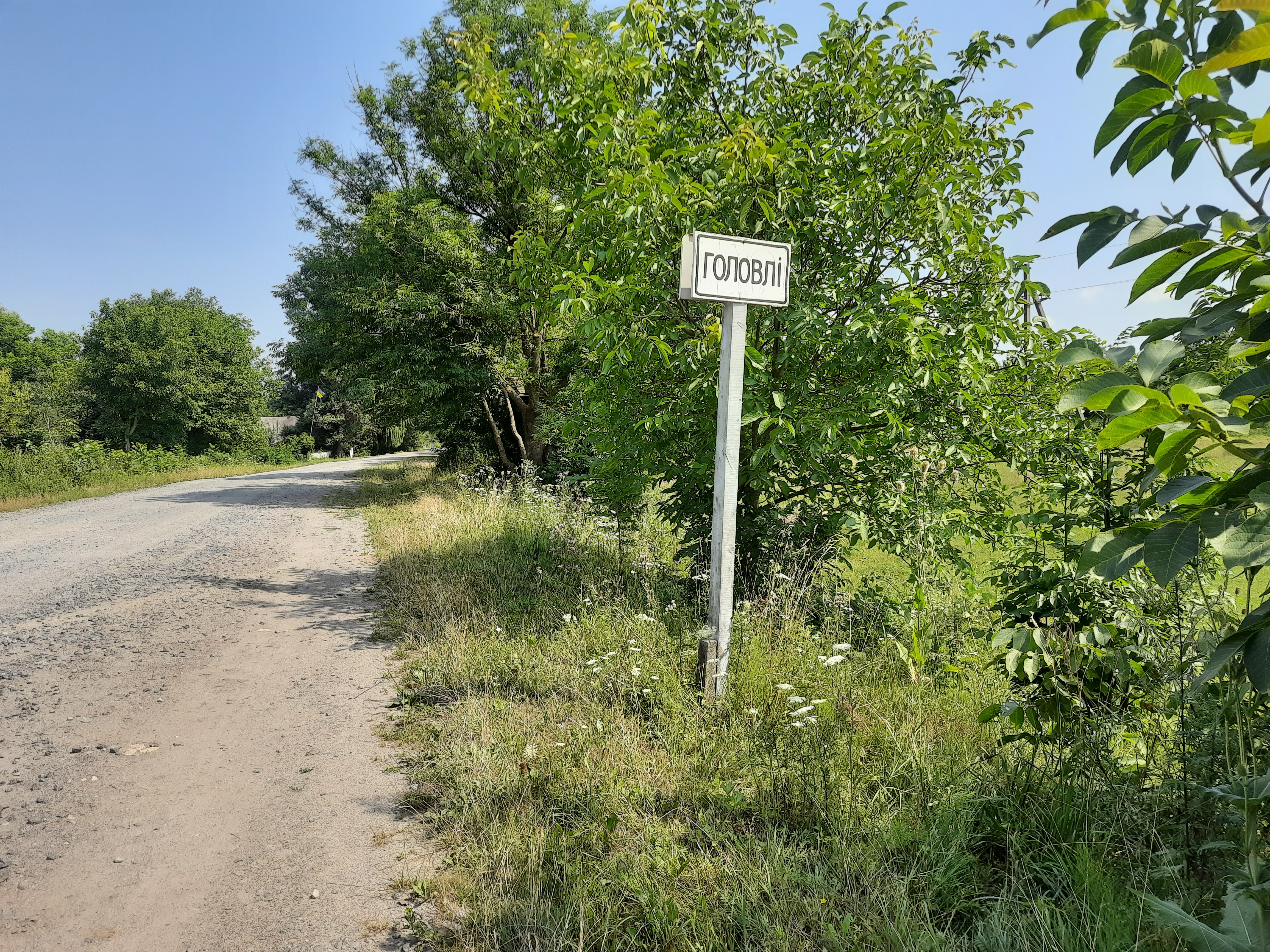
Дорожній знак при в'їзді в село

Головлі́ — село в Україні, у Крупецькій сільській громаді Шепетівського району Хмельницької області. Населення становить 519 осіб.

## Географія
Село розташоване на півночі Шепетівського району, на відстані 10 км від автошляху Н25 та 24 км від м.Славута.
Відстань до залізничної станції Кривин становить 10 км, до міста Нетішин 16 км. Через село протікає невеличка річка Корчик права притока Жарихи (басейн Прип'яті).
Сусідні населені пункти:

## Історія
Назва Головлі (народна назва Головні) з'явилася щонайменше у XVI ст. і зберігається до тепер. Є декілька версій походження топоніма Головлі. Одна з них стверджує, що стародавня назва походить від назви риби головень, яка водилася в місцевій річці «Хотичин» (права притока річки Жариха). Існує також припущення, що назва села виникла після пожежі, яка знищила всі поселення, лишились лише одні головешки-головні.
У словнику Стара Волинь і Волинське Полісся в статті про Головлі вказано:
| …з 1602 р., коли це село виступає під назвою Голобелі, як маєток кн. Острозьких. В кінці 19 ст. було там 203 дом. і 1,710 жит., церква з 1730 р., школа церковно-приходська з 1860 р. В 1577 р. належала до кн. Кост. Острозького, який платив від 5 дим. півдворищ, 3 дим. на чверть, 4 город, 3 підсудків. В 1648 р. власність Алоїзи Ходкевичевої, яка платила від 54 дим., а в 1650 р. від 16 дим. В 1602 р. під назвою Голобель належало до аннопільського ключа. Був там мурований дім і англійський парк над ставом. Місцеві селяни розводять овочеві сади і торгують овочами. |
В інвентарному описі складеному у 1620 році володінь князів Острозьких на Східній Волині, та в статті про Головлі (Hołowle) у Географічному словнику Королівства Польського, село Головлі та Хотичин (нині вулиця Хотічин) зазначаються, як окремі населені пункти.
- 1541 року Головлі згадується в зв'язку із розділом земель, який встановив межі «третини» володінь Б. Костелецької і «двох третин» її доньки Гальшки. Серед десятків сіл, які надано княгині Б.Костелецькій, у листі-наданні зазначено село Головлі. Характерно, що перший і другий поділи іменувалися поділами земель князя К. І. Острозького. Отже, село, згідно з актом переділу, вже існувало, принаймні на дату смерті князя — 1530 рік. Звичайно село з'явилось значно раніше вказаної дати, проте традиційно вік населеного пункту, якщо немає інших додаткових свідчень, прийнято обчислювати саме від першої писемної згадки. Таким чином, дату 1541 рік можна вважати першою згадкою про село як одне з давніх Волинських поселень.[3]
- 1577 року в книзі «Поборового реєстру» (книга збору податків), складений збирачем податків Луцького повіту Федором Рудецьким. В реєстрі подається перелік зібраних податків, як по місту Острогу, а також по селах Острозького замку. Загальна кількість зареєстрованих поселень становить 27 сіл, у тому числі і Головлі.[4]
- 1654 року під час визвольної війни село було спалено.[5][6] Головлі, що переживали у 30-40-х роках XVII ст. добу розквіту, перетворилися на сумну руїну. Ще напередодні тут було 60 дворів, два ставки, млинок…

| «Фільварк Головлі… спалений, залишилася тільки пекарня».[7] |
- 1662 року в переписі поселень і дворів, складеному у зв'язку зі збором подимового податку, зазначено:

| … в Убельці, Івашковій Вульці, у Головлю, у Коростні і Понорах пустиня… [7] |
- 1690 року напередодні переходу села від попередніх власників Конецпольських, до Яблоновського, у селі вже було 18 дворів. Село належало Яблоновським більше ста років.[7]
- 1791—1792 рр. село згадується в переліку деканатів та парафій греко-католицьких церков північної частини нинішньої Хмельницької та південно-східної — Рівненської областей.[8]

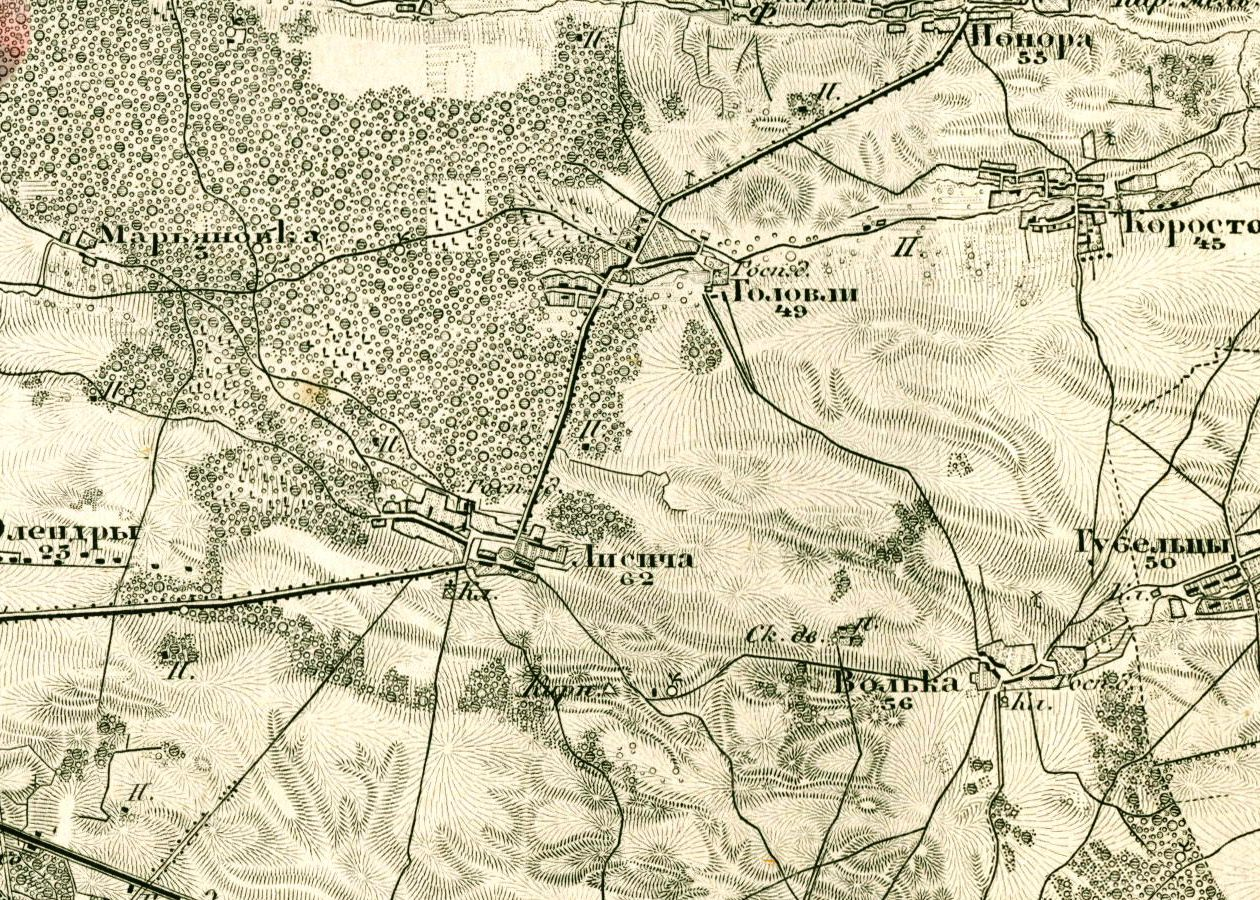
Головлі на мапі 1867 року
(на мапі вказаний поштовий шлях)

- До 1858 року в селі була поштова станція на стародавньому поштовому шляху (на його відтинку Корець-Острог) який споконвіку сполучав Київ з містами Західної України та Європи.[2]

Восени 1846 року 32-річний випускник С.-Петербурга Академії мистецтв Тарас Шевченко через поштову станцію Головлі діставався з Києва до Почаєва і повертався звідти, виконуючи завдання київського генерал-губернатора Бібікова (для опису та зображення у малюнках зовнішнього і внутрішнього вигляду Почаївської лаври та вигляд з тераси на околиці).
Видатний шевченкознавець Жур Петро Володимирович у своїй книзі «Дума про огонь», пише: 
| «Шевченко поряд з Корцем згадує і Острог. Це була поштова станція по дорозі на Почаїв. В Острозі наш мандрівник зупинився, проїхавши від Корця 58 верст через поштові станції Вигоду і Головлю. За два роки перед тим, теж прямуючи до Почаєва, тут побував М.І.Костомаров».[9] | Петро Жур дещо спотворив незнайому йому назву села Головлі (народна назва Головні).
Цим шляхом у вересні 1847 року їхав відомий французький письменник Оноре де Бальзак до своєї майбутньої дружини Евеліни Ганської у село Верхівня, та 2 лютого 1848 р. тим самим шляхом їхав назад, і залишив спогади про українських селян та згадав містечко Ганнопіль (колишня назва Аннопіль).
Описуючи подорож Оноре де Бальзак відмітив:
| «Шляхом від Дубна до Аннополя, куди прибув близько шостої вечора, я не бачив навкруги нічого, крім скошених полів, плоских, наче кришка табакерки. Через кожні п'ятдесят верст поруч з дорогою чи на обрії я зауважував чудовий поміщицький будинок, оточений парком; його позеленілий мідний дах виблискував у сонячних променях. Як несхоже було все, що я бачив, на Галичину! Раз у раз траплялися селяни й селянки, які весело й безтурботно, мало не з піснями, йшли в поля трудитися або поверталися додому. Безсумнівно, ніхто не попереджав цих людей про моє наближення; ніяке начальство не наказувало їм веселитися; я бачив життя, як воно є».[10] |
- 1882 рік в статті про село Головлі (Hołowle) у Географічному словнику Королівства Польського, автор пише (пол.):

| «Головлі село повіту Острозького, по дорозі з Острога до Житомира, від Острога на схід близько 19 верст, село розташоване між лісами, поклади ґрунту чорнозем. З лісу Кураш виходить невелика річка „Хотичин“ яка відділяє село Головлі від селища Хотичин, річка формує поруч садиб став, на якому є млин, ґрунти від заходу низькі і болотисті а від півд-сходу і півночі вищі але землі родючі. Є тут церква парафійна і школа сільська. В ділі між Янушем і Олександром кн. Острожзким в 1602 році село названо „Hołobel“ належало до ключа аннопольської спадщини кн. Яблонських, але в 1802 році перейшла у власність Еразма Франковського, котрий збудував чудовий будинок з садом над ставком, був він маршалом повіту Острозького. Тут була станція поштова, сьогодні є чудова церква парафійна при котрій будинок пароха. Будинки сільські нових смаків і гарно збудовані, люд сільський заможний, посаджені фруктові сади. По збудуванні дороги битої Брестсько-Київської станція поштова перенесена звідси на шосе до Самостріл в 1858 році а тутешня дорога поштова стала воєнною».[2] |
7 (20) листопада 1917 року, відповідно до Третього Універсалу Української Центральної Ради, увійшло до складу Української Народної Республіки.

## Населення
Згідно з переписом УРСР 1989 року чисельність наявного населення села становила 700 осіб, з яких 314 чоловіків та 386 жінок.
За переписом населення України 2001 року в селі мешкало 516 осіб.

### Мова
Розподіл населення за рідною мовою за даними перепису 2001 року:
| Мова       | Відсоток |
| ---------- | -------- |
| українська | 99,61 %  |
| польська   | 0,19 %   |
| російська  | 0,19 %   |

## Символіка
Затверджена 15 липня 2016 року рішенням сесії сільської ради. Автор — В. М. Напиткін.

### Герб
На лазуровому щиті золотий поштовий ріжок. З бази встає золоте сонце, на двох бічних променях якого по срібній квітці яблуні. Щит вписаний у декоративний картуш і увінчаний золотою сільською короною. Унизу картуша напис «ГОЛОВЛІ». Золотий ріжок — символ поштової станції, що існувала колись в селі. Квітки яблуні — символ садів біля села.

### Прапор
На квадратному синьому полотнищі у верхній частині жовтий поштовий ріжок. З нижнього пруга встає жовте сонце, на двох бічних променях якого по білій квітці яблуні.

## Освіта і культура

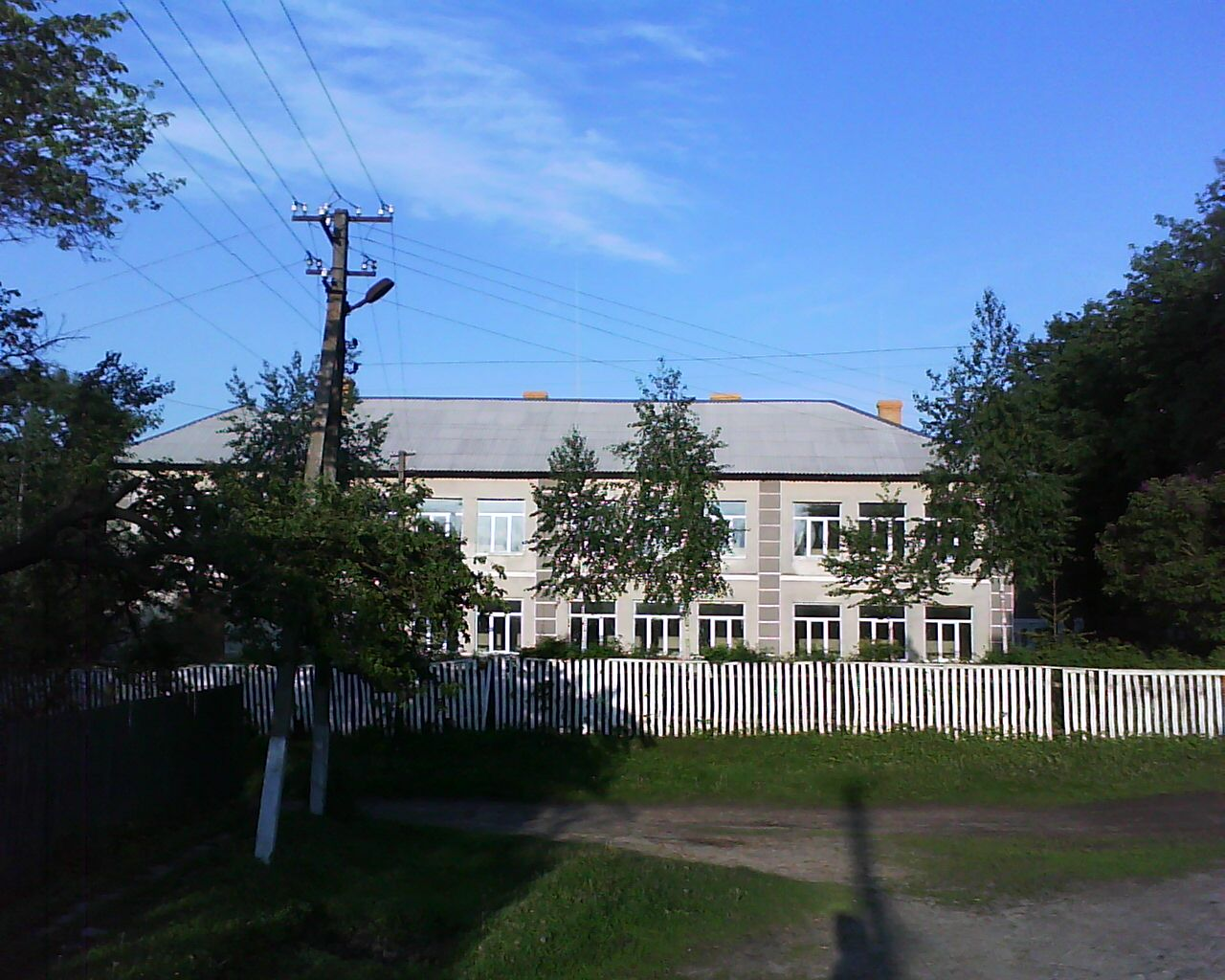
Головлівська середня школа

- Головлівська середня загальноосвітня школа I—III ступенів.
- Будинок культури
- Бібліотека

## Пам'ятники

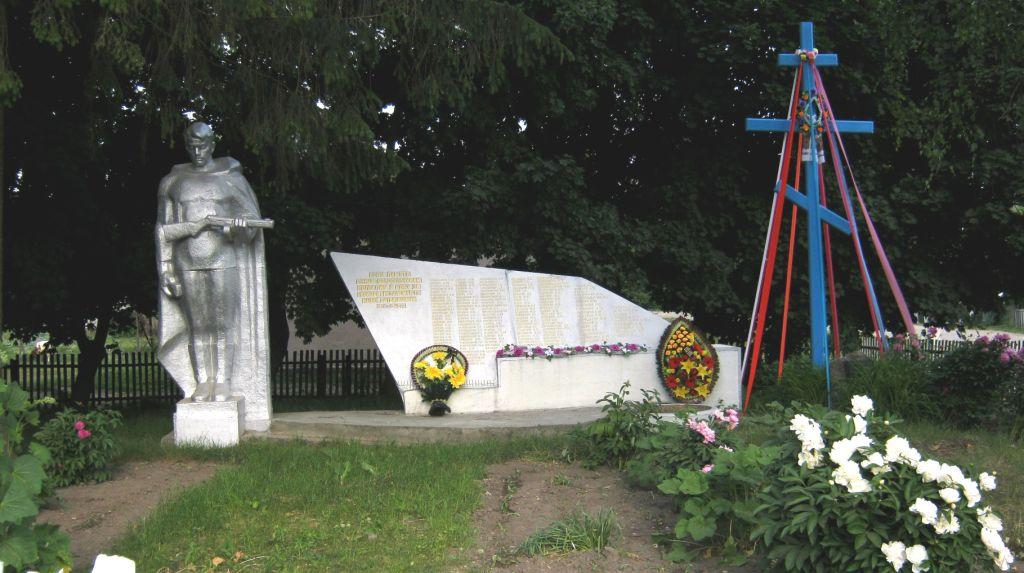
Пам'ятник загиблим у Німецько-радянській війні

20 листопада 2014 року у селі невідомі завалили пам'ятник Леніну.
- Пам'ятник загиблим у Німецько-радянській війні односельчанам.
- «Хрест скорботи» на пам'ять жертв Голодомору в Україні 1932 — 1933 років.

## Відомі люди
Особи, які народились у селі:
- Стефан Франковський[pl] — Командувач Військово-морського флоту Польщі. Контрадмірал
- Поліщук Леонід Іванович — генерал-майор старший науковий співробітник Наукового центру Сухопутних військ ЗСУ[17][18]
- Шевчук Павло Кирилович (*1914 — †1990 м. Хмельницький) — журналіст, у 30-і роки — відповідальний секретар Славутської районної газети «Прикордонна правда». Під час війни зв'язковий партизанського з'єднання ім. Михайлова. Працював у обласній газеті «Радянське Поділля»[19]

## Транспортне сполучення
Автобусне сполучення:
- Нетішин — Славута (кількість рейсів — 2)
- Нетішин — Плоска (кількість рейсів — 2)

## Галерея

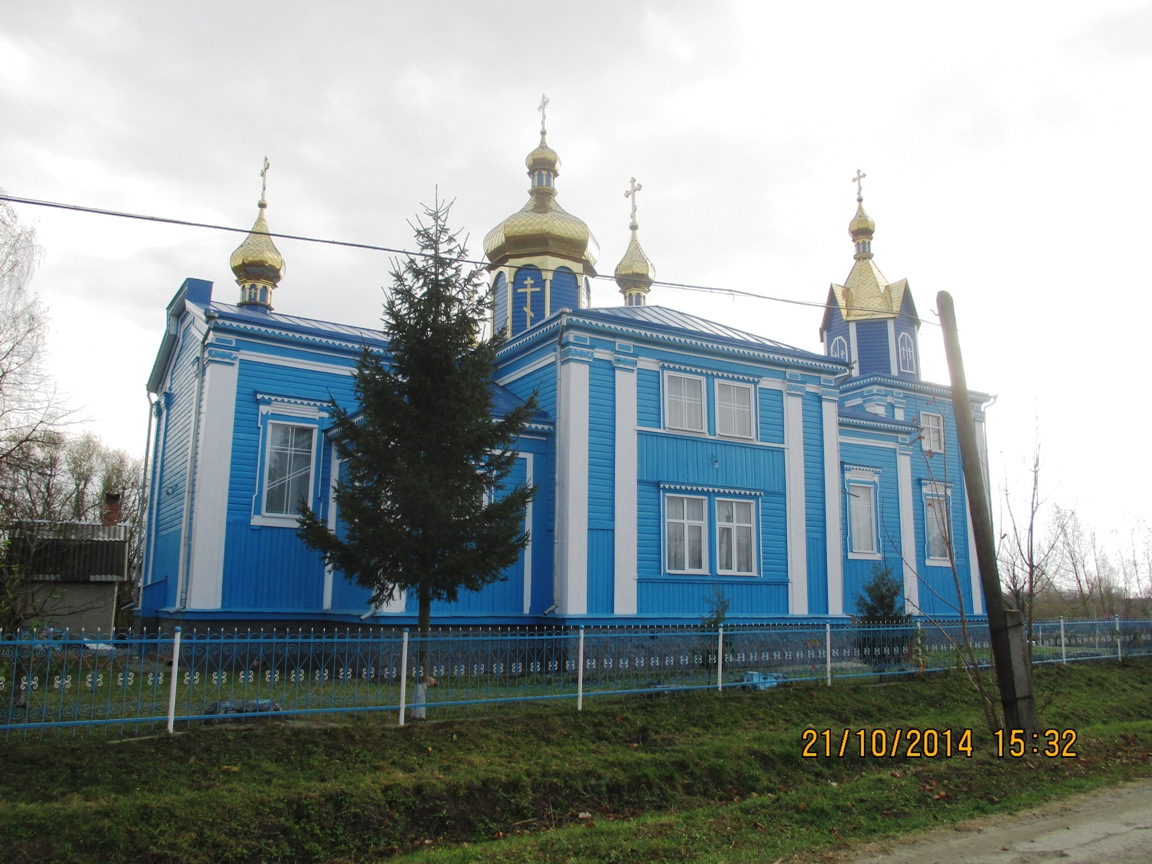
Церква Св. Параскеви 1902 р.
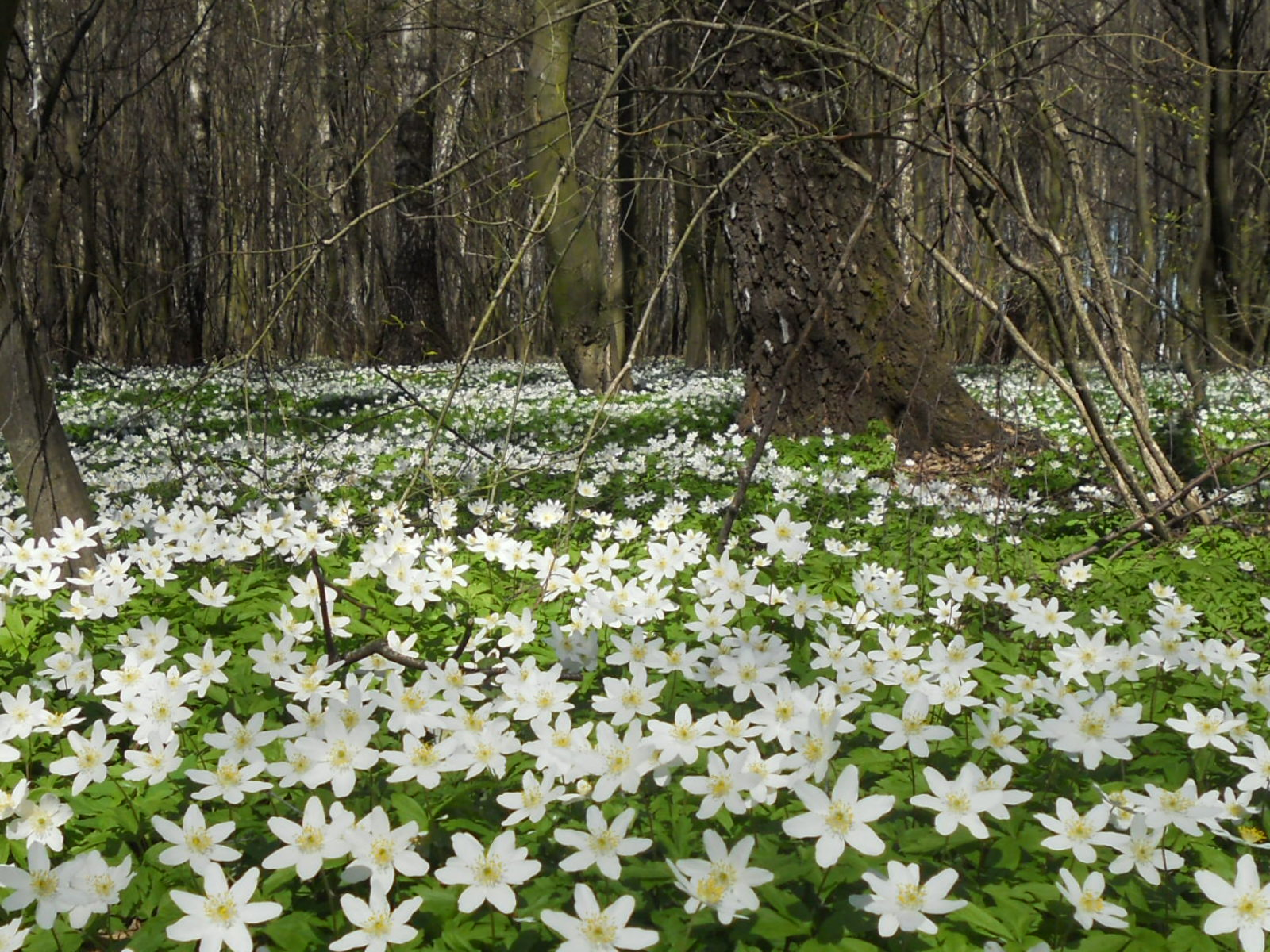
Ліс навесні
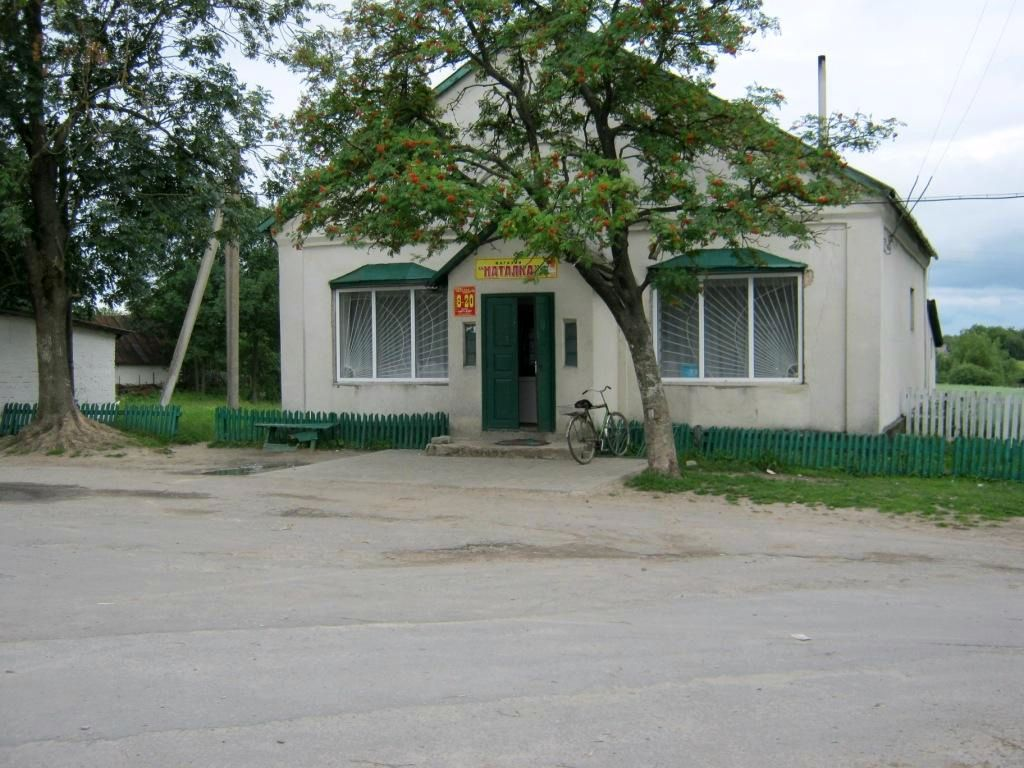
Магазин «Наталка»
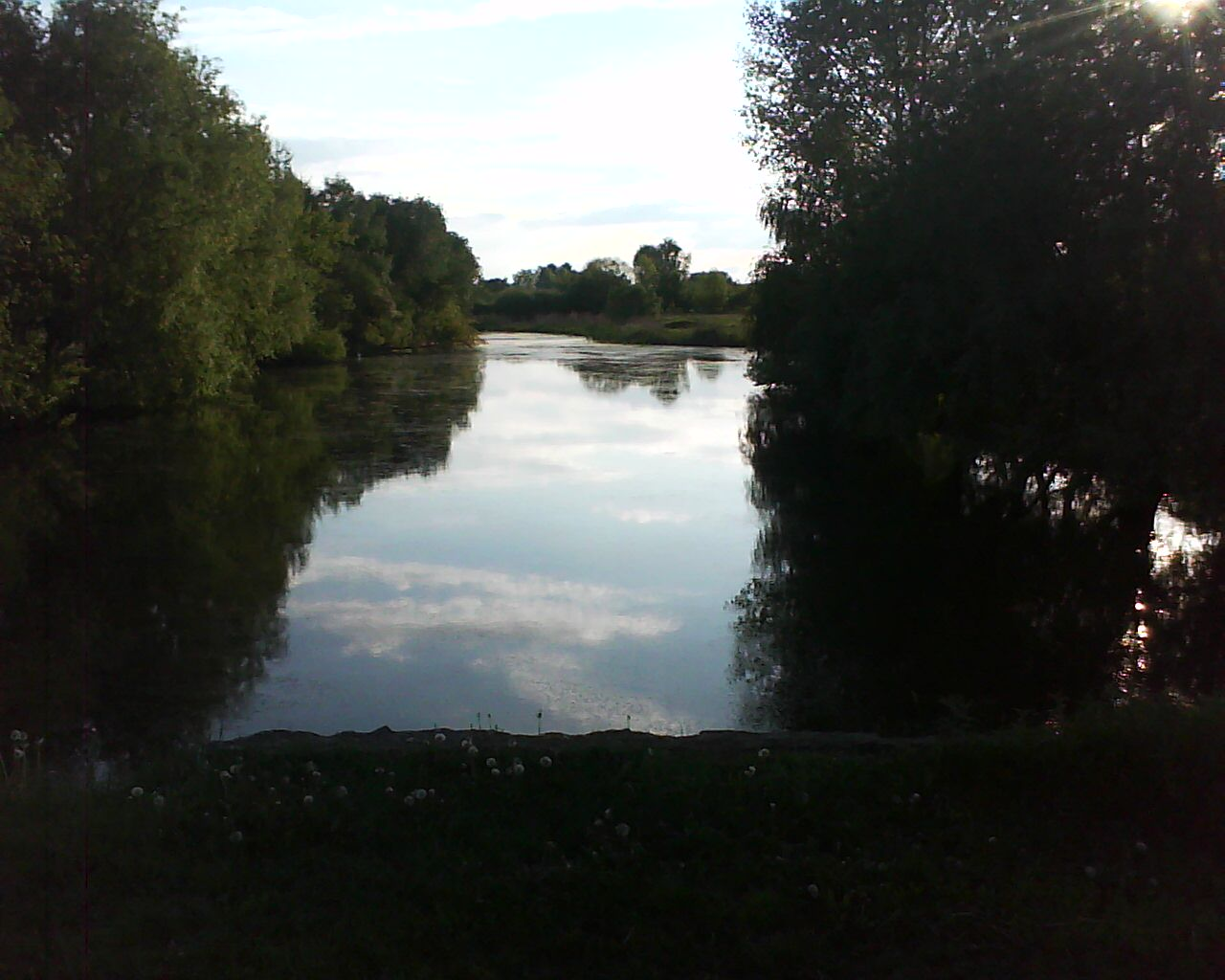
Став на руслі річки Корчик (на північ від вул. Зелена)
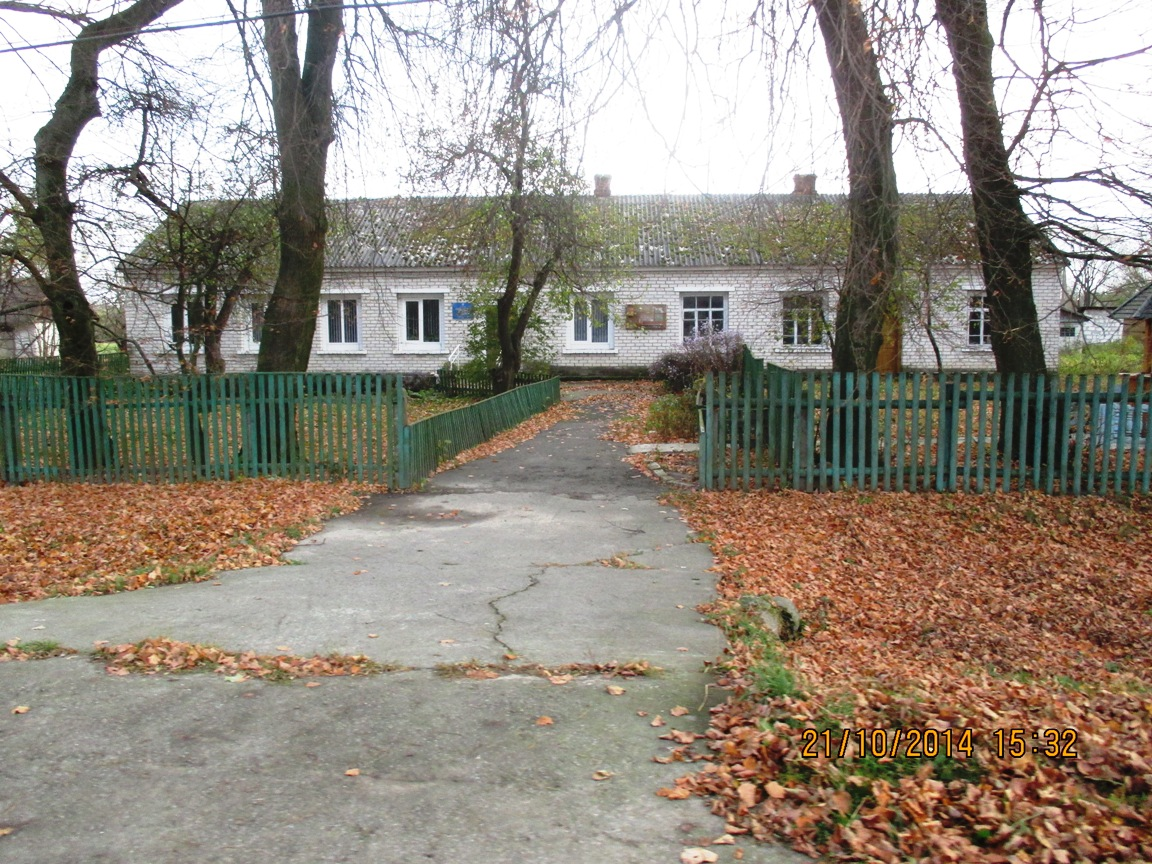
Сільська лікарня
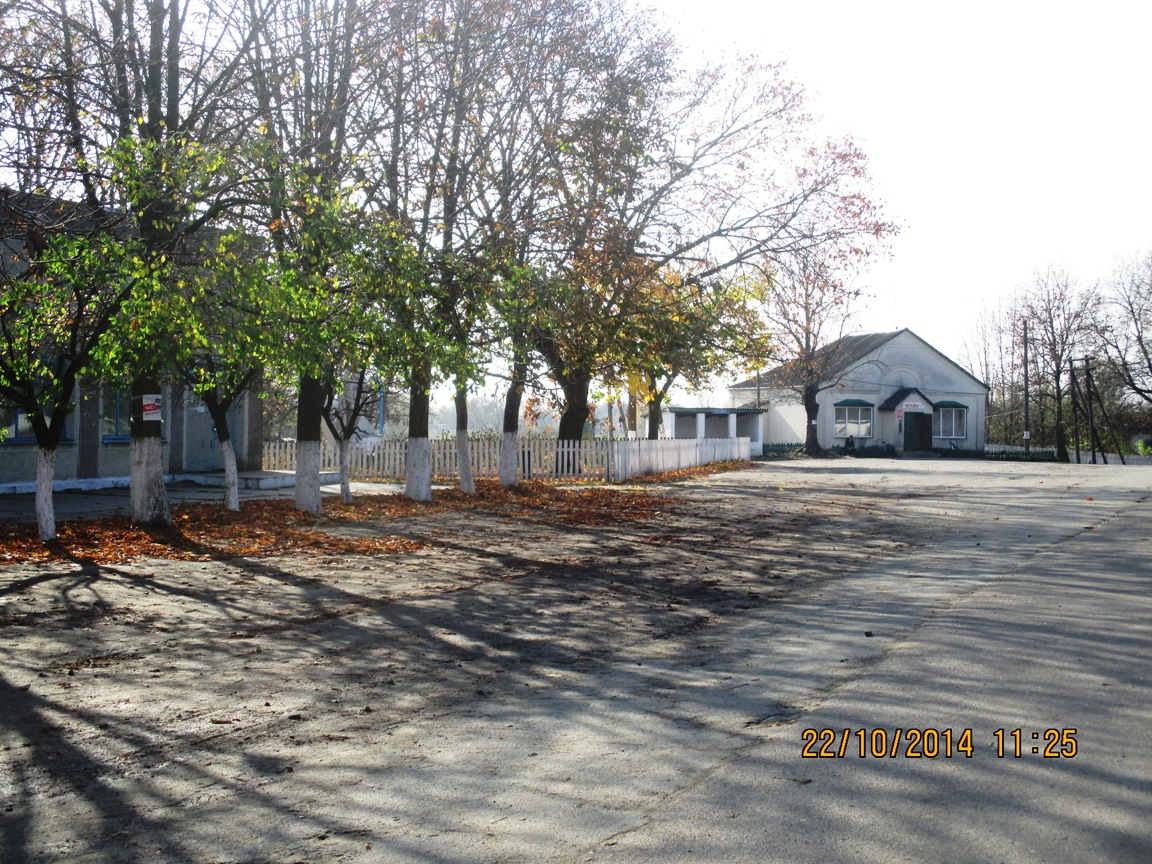
Центр села
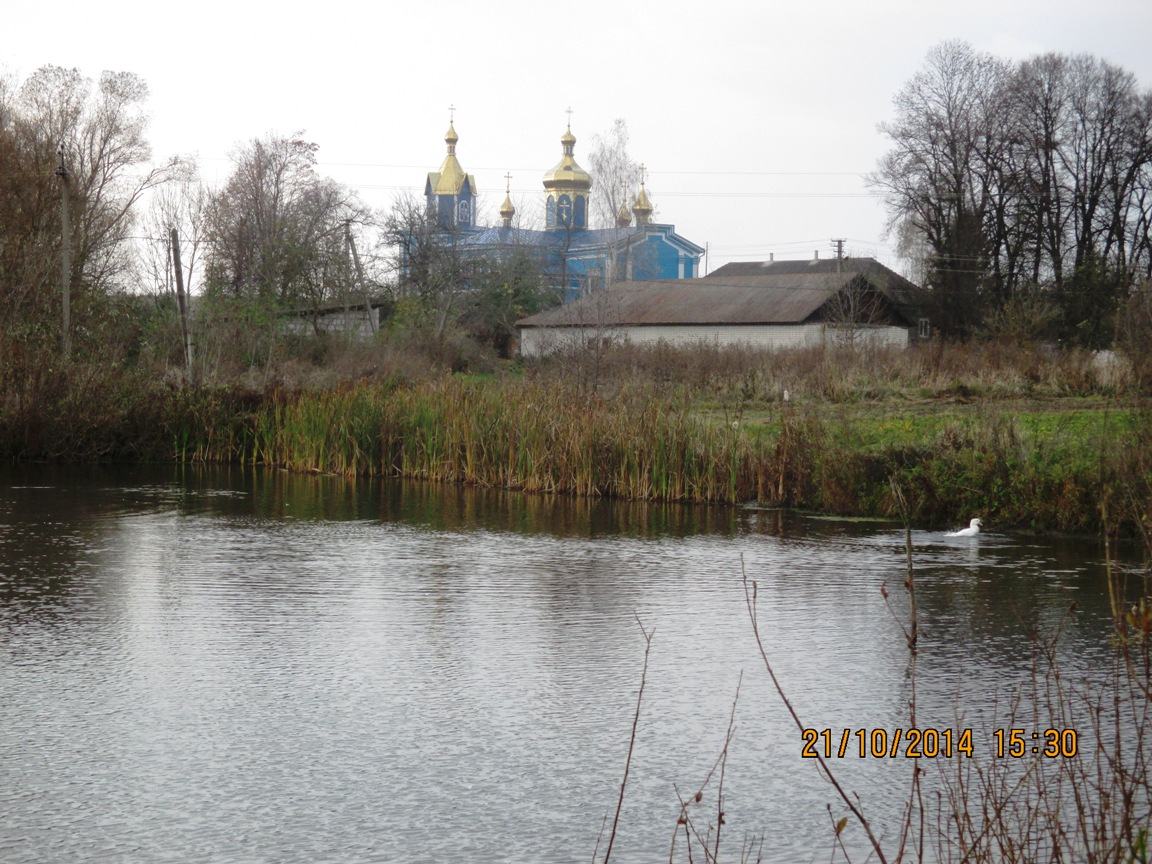
Церква. Вигляд з південного сходу
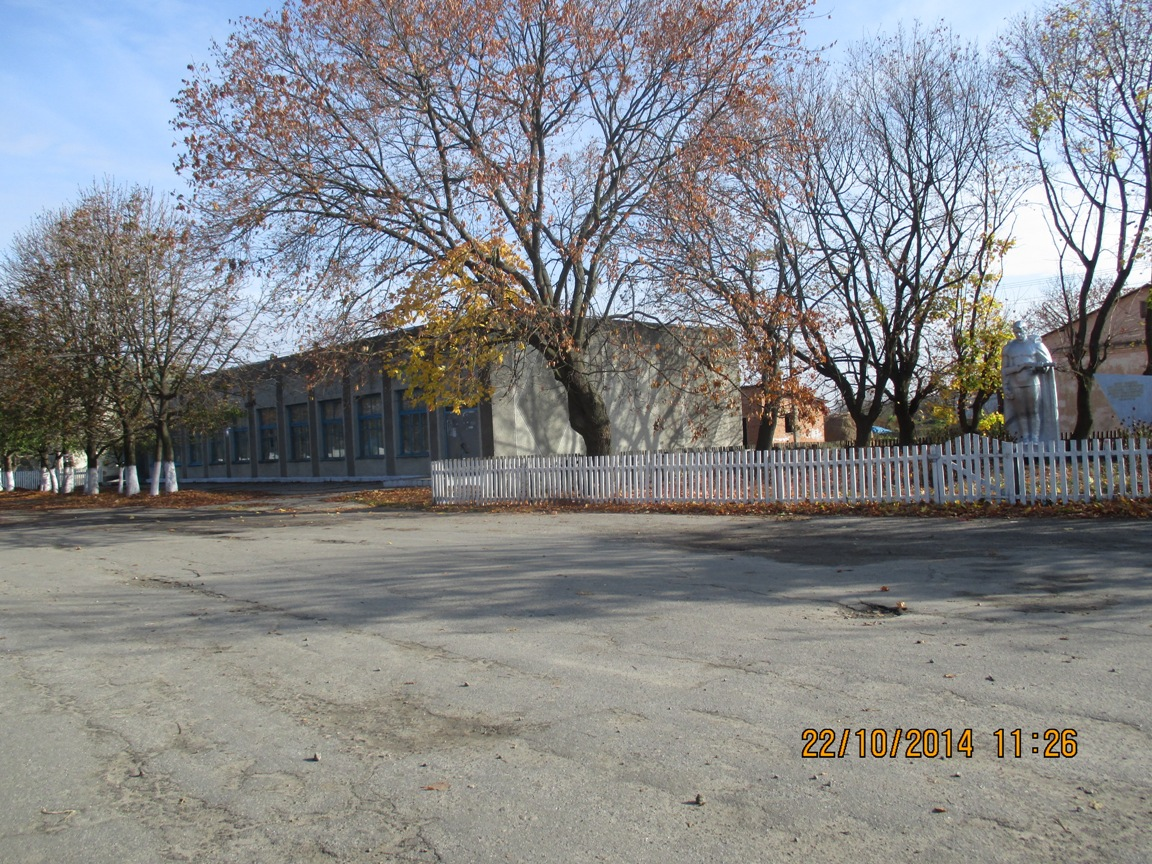
Сільський магазин
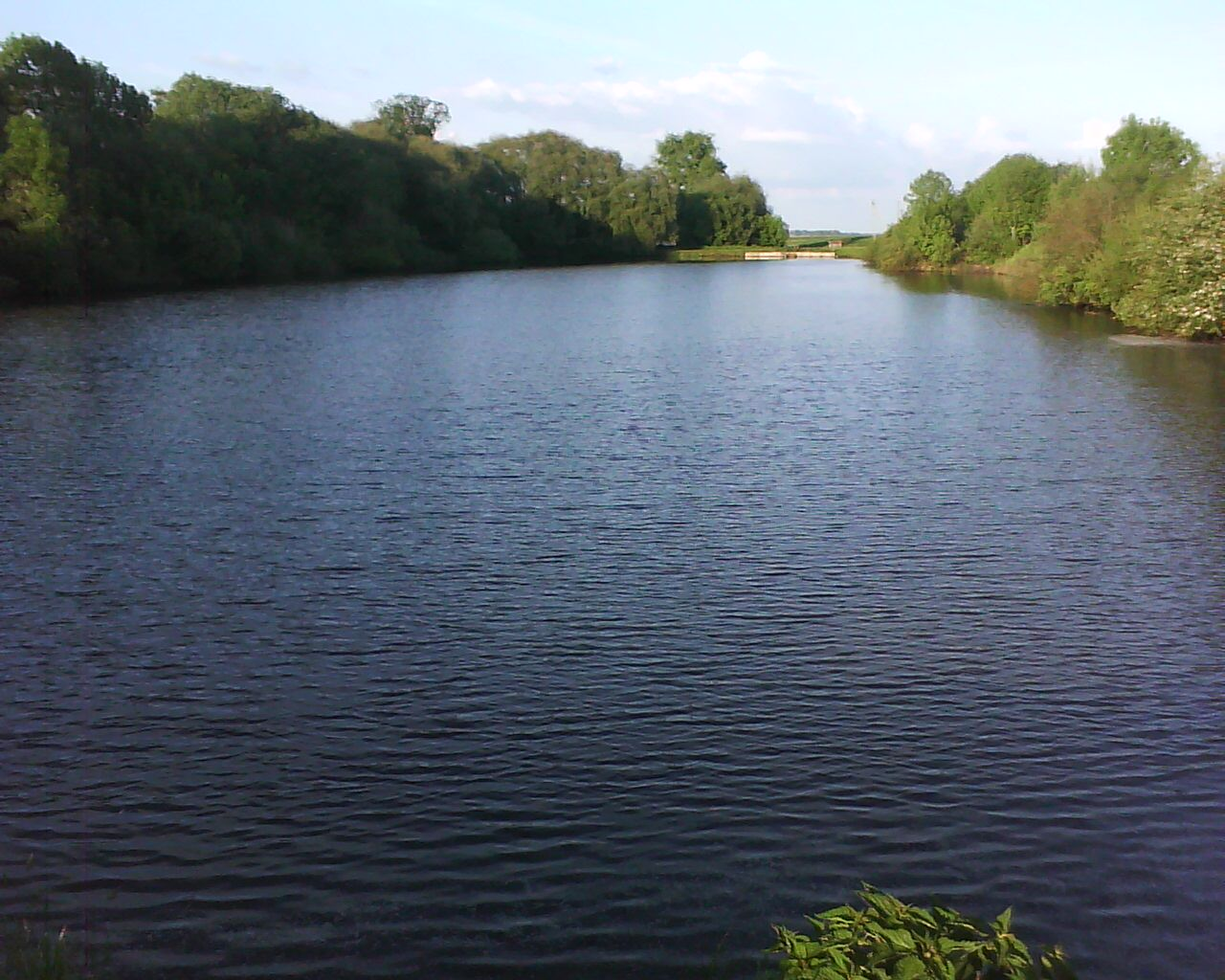
Найбільший сільський став (створений на руслі річки Корчик)
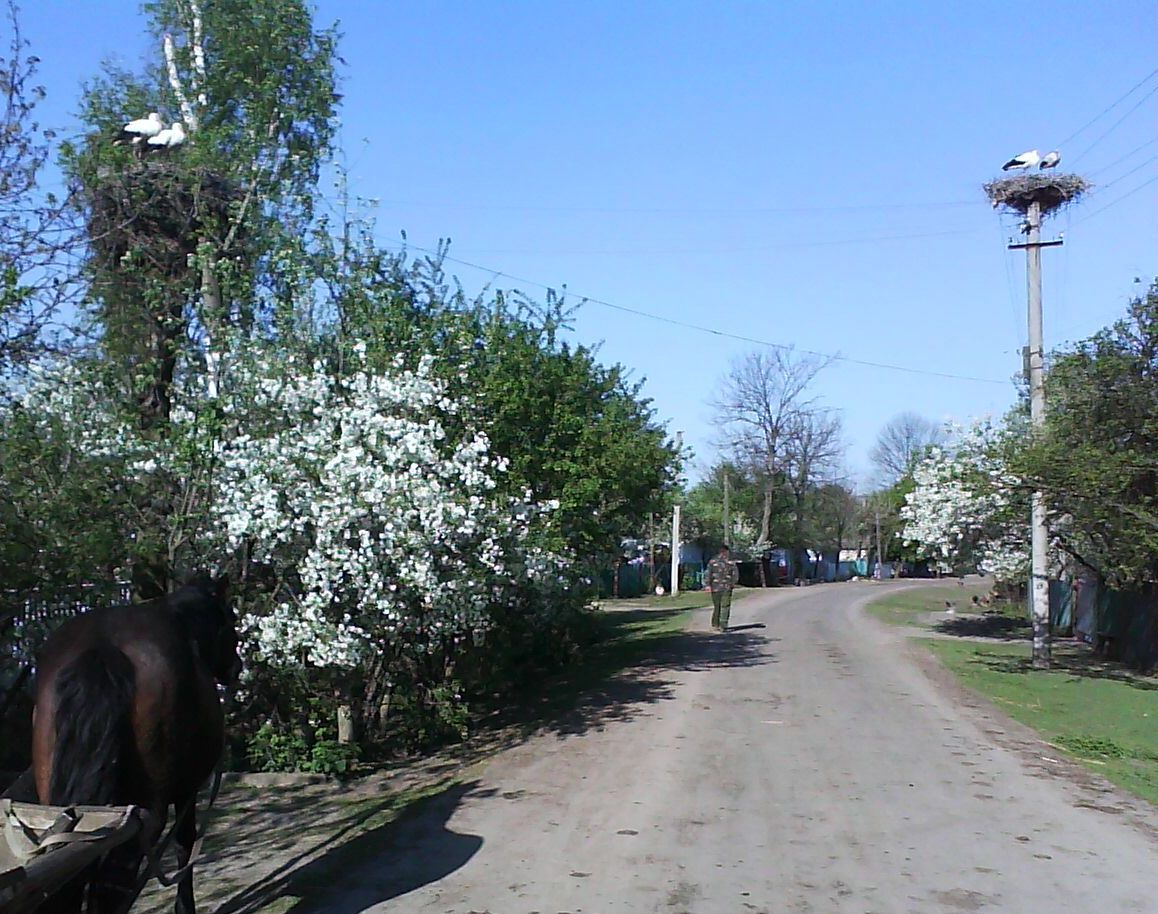
Весна. вул. Гагаріна
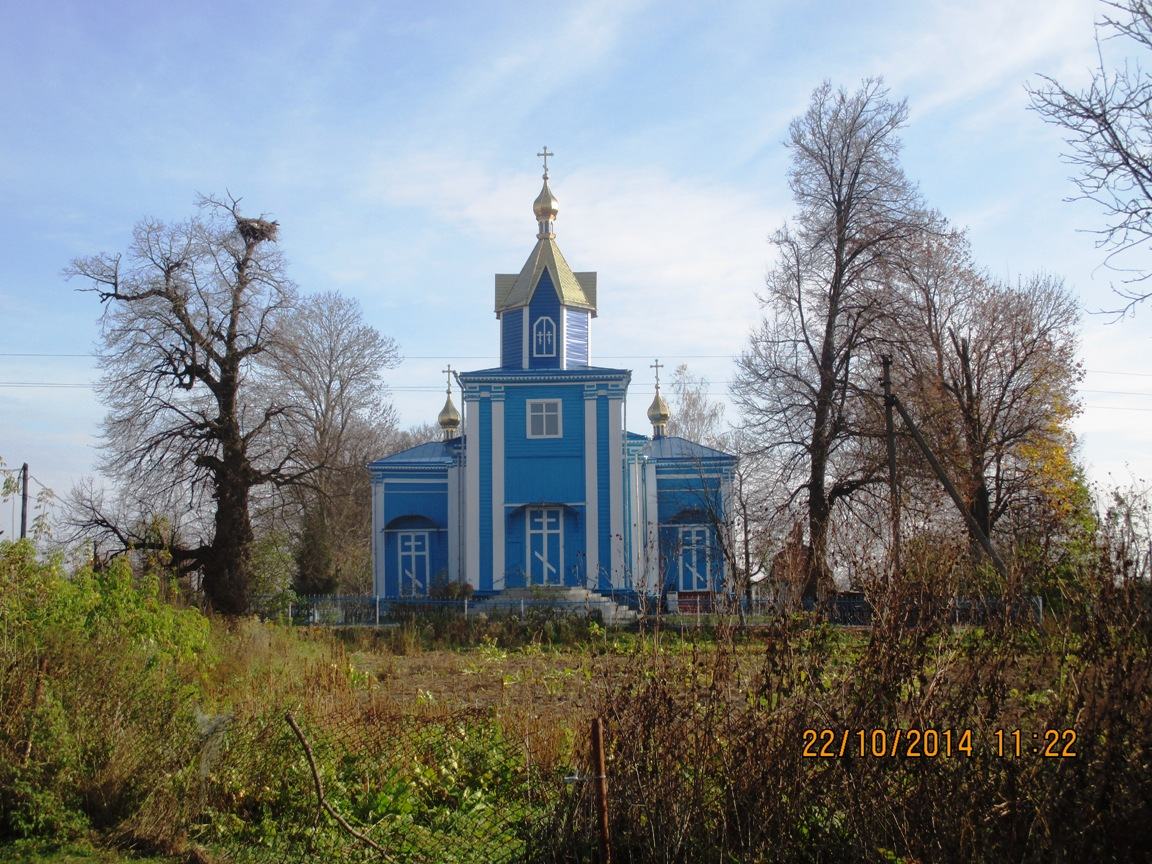
Церква вигляд з півночі
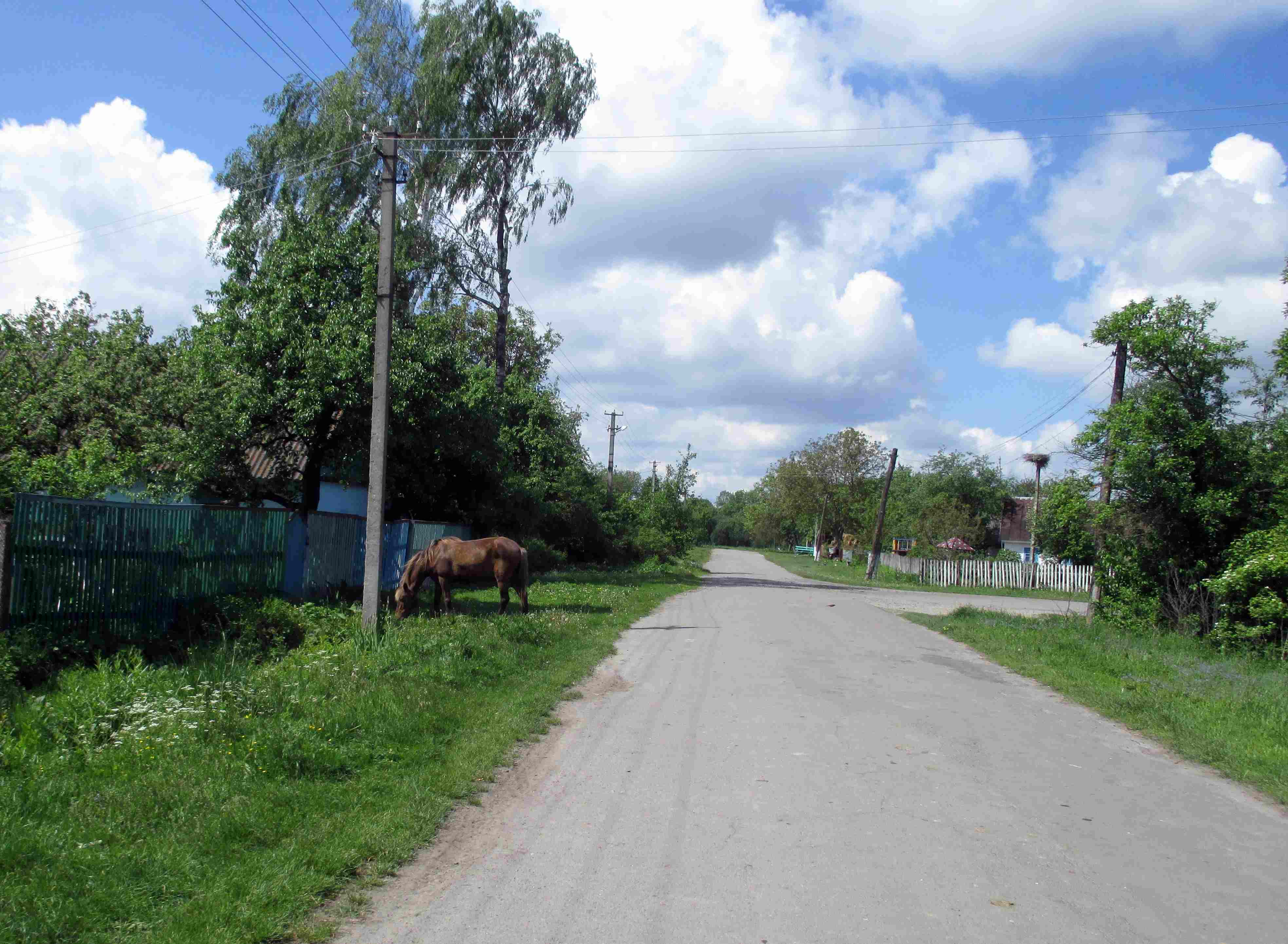
вул. Зелена